# Oriane Bonduel
Pour les articles homonymes, voir Bonduel.
Oriane Bonduel est une actrice, scénariste et réalisatrice française, née le 6 novembre 1973 à Lille. Elle est connue pour avoir joué plusieurs rôles à la télévision.

## Biographie
Oriane a grandi à Marcq-en Baroeul dans le nord de la France. Elle vit à Paris et au Touquet Paris-plage.[réf. souhaitée]

### Carrière
Diplômée d’une école de commerce parisienne, elle commence à faire ses premières apparitions à la télévision pour financer ses études, dans Frou-Frou, l’émission de Christine Bravo, et dans Double jeu de Thierry Ardisson. Elle se forme ensuite aux Cours Florent, où elle est repérée dès la troisième année par TF1 pour co-présenter Zéro de conduite, une émission en prime time animée par Pascal Bataille et Laurent Fontaine, puis par Canal +, où elle devient la miss météo de la chaîne.
En 2006, elle est chroniqueuse tous les matins dans le Morning de M6, présenté par Pierre Mathieu.
En 2014, elle écrit son premier scénario de long-métrage, une comédie produite par Dominique Farrugia. Ses œuvres, qu’il s’agisse de films ou d’autres projets artistiques, explorent souvent des thèmes liés à la communauté, à la musique et à la célébration de la vie, tout en étant imprégnées d’une forme de poésie et de fantaisie. Sa capacité à mêler des thèmes sociaux et personnels dans une forme narrative accessible et touchante est l’une de ses grandes forces artistiques.
Elle joue dans Princesse, un court-métrage de Marie-Sophie Chambon produit par Koro Films, qui est sélectionné au Festival international de Clermont-Ferrand (compétition jeune public).
En 2015, elle collabore avec l’Orchestre National d’Ile-de-France et raconte L’Histoire de Babar, le petit éléphant de Jean de Brunhoff, sous la direction de Jean-François Verdier à la Salle Pleyel à Paris.
En 2016, elle écrit, joue et réalise, avec Marie-Sophie Chambon, Des confettis sur le béton, produit par La Luna Productions. Le scénario est sélectionné au Festival Premier Plans d'Angers. Le film obtient l’aide du CNC et la contribution financière, est acheté par France 2, et reçoit de nombreux prix dans les festivals.
En 2023, elle réalise des feuilletons pour la série TF1.
En 2024, elle est co-scénariste du film En Fanfare, d'Emmanuel Courcol, avec Benjamin Laverhne et Pierre Lottin, où elle apporte sa vision artistique. Le film est produit par Agat Films et distribué par Diaphana. Il est sélectionné au Festival de Cannes 2024 (Cannes Première) et reçoit le Prix du public aux festivals de San Sebastian et de Namur.

## Filmographie

### Cinéma
- 2018 : 100 kilos d'étoiles, de Marie-Sophie Chambon : Koro films

- 2017 : Des confettis sur le béton, rôle principal de Martine : La Luna Productions
- 2015 : L'obsolence programmée des machines de Marie-Sophie Chambon : Koro Films
- 2014 : Princesse de Marie-Sophie Chambon : Koro Films
- 2013 : Jacques Serres  - François Goetgebeur : rôle principale

### Télé
- 2006 : Les Entreprenautes, programme court TF1
- 2007 : SOS 18, de Laurent Picard
- 2008 : Que du bonheur (250 épisodes) de Pascal Bourdiaux & Michèle Bernier : Rôle principal TF1- Martange Productions.
- 2012 : La nuit des étoiles (série Camping Paradis) - Philippe Proteau
- 2011/2012 : Victor Sauvage (ép 2 et 3) - Alain Choquard : rôle de Mathilde
- 2015 : Sections de recherches "Noces rouges" de Julien Zidi : rôle de Béatrice

### Réalisatrice
Télévision 
- 2023 : TF1 Production

Cinéma 
- 2017 :  Des confettis sur le béton

### Scénariste
- 2012 : Une vie Wonder
- 2016 : Des confettis sur le béton
- 2024 : En fanfare